# Marta Ehrlich
Marta Ehrlich (Zagreb, 27. travnja 1910. – Zagreb, 15. ožujka 1980.), hrvatska slikarica.

## Životopis
Marta Ehrlich je rođena 27. travnja 1910., u Zagrebu. Odrasla je u imućnoj i poznatoj zagrebačko-židovskoj obitelji Ernesta and Erne Laure Ehrlich (rođ. Bazala). Otac joj je bio građevinar (poduzetnik), a majka učiteljica. Ehrlichi su poznata zagrebačka obitelj, Martin djed Herman je bio uspješan građevinar-poduzetnik, stric Hugo Ehrlich poznati arhitekt, a tetka Mira Klobučar poznata slikarica. 
Prije Drugog svjetskog rata Marta je živjela zajedno s roditeljima i dvojicom braće u vili "Ehrlich" na Tuškancu, a koju je projektirao i izgradio njezin stric Hugo. Osnovnu i srednju školu pohađala je u Zagrebu. 1934. diplomirala je na Akademiji likovnih umjetnosti u Zagrebu. Nakon diplome Marta je 1935. godine preselila u Pariz, gdje je usavršavala svoje vještine na raznim slikarskim tehnikama. U Parizu je ostala do 1938., nakon čega se je vratila u rodni grad. 
Po povratku u Zagreb Marta je pohađala privatne lekcije-sate kod Vladimira Becića. Martini su počeci u slikarstvu označeni Becićevim utjecajem. Tijekom svoje karijere stvorila je 227 slika koje predstavljaju neprocjenjivi dio hrvatske likovne umjetnosti. Marta je bila udata za slikara Kamila Tompu, s kojim je živjela i radila u njihovom stanu u Šubićevovoj ulici. Marta je slikala sve do 1978. godine. 15. ožujka 1980. Marta Ehrlich je počinila samoubojstvo. Pokopana je na Mirogoju pod prezimenom svojeg supruga kao Marta Tompa.